# Hochschule Schmalkalden
Die Hochschule Schmalkalden ist eine Fachhochschule mit Sitz im thüringischen Schmalkalden und wurde in ihrer jetzigen Form 1991 gegründet. Sie ist somit eine der jüngeren deutschen Hochschulen. Sie hat fünf Fakultäten und bietet 16 Bachelor- und neun Masterstudiengänge (dual und Vollzeit) sowie 12 berufsbegleitende Studiengänge an. Forschung und Lehre sind stark nach MINT (= Mathematik, Informatik, Naturwissenschaft und Technik) geprägt.

## Geschichte
1893 unterbreitete der Schmalkalder Landrat Hagen dem Preußischen Minister für Handel und Gewerbe den Vorschlag, nach dem Muster der in Remscheid bestehenden Fachschule eine gleichartige in Schmalkalden einzurichten. So wurde 1902 in Schmalkalden die „Königliche Fachschule für Kleineisen- und Stahlwarenindustrie Schmalkalden“ gegründet, die bis zu ihrem Ende im Jahr 1918 die Wurzeln für die heutige Hochschule bildete.
Von 1919 bis 1949 setzte die Königliche Fachschule ihre Arbeit als Staatliche Fachschule für Kleineisen- und Stahlwarenindustrie fort, wobei die Fachrichtung bestehen blieb.
Ab 1950 wurde aus der Fachschule bis 1990 die Ingenieurschule für Maschinenbau Schmalkalden. Die Studierenden kamen dabei aus allen Teilen der DDR von der Ostsee bis zur Lausitz. In ca. 45 Jahren mit dem Ende ihrer Ausbildung an der „Ingenieurschule Schmalkalden“ im Jahre 1995 erlangten über 10.000 Menschen ein Ingenieurdiplom.
Die Fachhochschule Schmalkalden, wie sie in der heutigen Form besteht, wurde am 1. Oktober 1991 gegründet. Vorrangig standen die bauliche Entwicklung und die gerätetechnische Neuausstattung der Fachhochschule an. Nach Abschluss der dreijährigen Bauzeit wurde der erste zusammenhängende Campus-Neubau Thüringens im November 2000 fertiggestellt. In dieser Bauzeit entstanden unter anderem ein Hörsaalgebäude mit Audimax, zwei weitere Hörsäle, mehrere Seminarräume und Institutsgebäude mit eigenen Laboren, eine Bibliothek und darüber hinaus noch 160 PC-Arbeitsplätze.
Mit der baulichen Entwicklung hat sich auch das Studienangebot erweitert. Maschinenbau blieb weiterhin eine der Säulen im Ausbildungsprofil der Fachhochschule. Zudem nahmen in den ersten zwei Jahren nach der Gründung die Fachbereiche Elektrotechnik und Informatik den Lehrbetrieb mit gleichnamigen Studiengängen auf. Hinzu kamen weitere Studiengänge wie die Wirtschaftsinformatik, Betriebswirtschaftslehre und Volkswirtschaftslehre. Letztere gehören zu einem weiteren neuen Fachbereich, den Wirtschaftswissenschaften. Insbesondere bei der Fakultät Informatik sticht der Studiengang Multimedia Marketing hervor, der im Wintersemester 2008/2009 den Lehrbetrieb aufnahm und bis heute nur an der Fachhochschule Schmalkalden angeboten wird.
Die Fachhochschule bekam ab dem 1. Oktober 2015 einen neuen Namen: Hochschule Schmalkalden. Zu dieser Namensänderung kam es durch den Wandel innerhalb der Hochschullandschaft Deutschlands. Mit dem Wandel kamen auch neue Bachelor- und Master-Studiengänge hinzu wie z. B. Health Tech, Mobile Computing, Applied Computer Science, sowie Mechatronic & Robotics. Zum Wintersemester 2020/21 startete der neue Bachelor-Studiengang Wirtschaftspsychologie an der Fakultät Wirtschaftswissenschaften
Rektoren der Hochschule Schmalkalden
- 1991–1993  Wolf-Dieter Eckert († 2022)
- 1993–1999  Jens Goebel
- 1999–2004  Jürgen Müller
- 2004–2008  Heinz-Peter Höller

- 2008–2020  Elmar Heinemann

Präsidenten der Hochschule Schmalkalden
- seit 2020      Gundolf Baier

## Fakultäten, Studiengänge und Weiterbildung
Die Hochschule Schmalkalden verfügt über fünf Fakultäten und bietet insgesamt 36 Studiengänge (16 Bachelor-, 8 Master-, 12 berufsbegleitende Bachelor- und Master-Studiengänge) an. Rund 2.500 Studierende sind derzeit an der Hochschule Schmalkalden eingeschrieben und werden von 65 Professoren betreut.
Die fünf Fakultäten sind:
- Fakultät Elektrotechnik
- Fakultät Informatik
- Fakultät Maschinenbau
- Fakultät Wirtschaftswissenschaften
- Fakultät Wirtschaftsrecht

2004 wurde das Zentrum für Weiterbildung gegründet. Dieses bietet berufsbegleitende Studienabschlüsse an. Seit 2016 bietet die Hochschule Schmalkalden in Kooperation mit der Dualen Hochschule Gera-Eisenach Masterstudiengänge im Fernstudium an.

### Studiengänge

#### Fakultät Elektrotechnik
Das Studienangebot in der Fakultät Elektrotechnik besteht aus:
- Elektrotechnik und Informationstechnik (B.Sc.)
- HealthTech - Intelligente Assistenzsysteme in Gesundheit, Medizin und Pflege (B.Sc.)
- Wirtschaftsingenieurwesen Technical Management (B.Eng.)
- BISS Elektrotechnik und Informationstechnik (B.Sc.)
- Elektrotechnik und Informationstechnik (M.Sc.)
- Elektrotechnik und Management (M.Eng)

#### Fakultät Informatik
Das Studienangebot in der Fakultät Informatik besteht aus:
- Informatik (B.Sc.)
- Multimedia-Marketing (B.Sc.)
- Verwaltungsinformatik / E-Government (B.Sc.)
- Wirtschaftsinformatik (B.Sc.)
- Applied Computer Science (M.Sc.)
- Digitales Marketing (M.Sc.)
- Wirtschaftsinformatik & Digitale Transformation (M.Sc.)

#### Fakultät Maschinenbau
Das Studienangebot in der Fakultät Maschinenbau besteht aus:
- Maschinenbau (B.Eng.)
- BISS Maschinenbau (B.Eng.)
- Maschinenbau (M.Eng.)
- Angewandte Kunststofftechnik (M.Eng.)
- Mechatronics & Robotics (M.Eng.)

#### Fakultät Wirtschaftsrecht
Das Studienangebot in der Fakultät Wirtschaftsrecht besteht aus:
- Wirtschaftsrecht (LL.B.)
- International Business Law (LL.B.)
- Wirtschaftsrecht (LL.M.)

#### Fakultät Wirtschaftswissenschaften
Das Studienangebot in der Fakultät Wirtschaftswissenschaften besteht aus:
- Betriebswirtschaftslehre (B.A.)
- International Business and Economics (B.A.)
- Volkswirtschaftslehre (B.A.)
- Wirtschaftspsychologie (B.Sc.)
- Wirtschaftswissenschaften (B.A.)
- International Business and Economics (M.A.)
- Finance (M.Sc.)

### Studienangebot des Zentrum für Weiterbildung

#### Berufsbegleitende Bachelorstudiengänge
Das Studienangebot an Berufsbegleitenden Bachelorstudiengängen besteht aus:
- Betriebswirtschaftslehre (B.A.)
- Wirtschaftsinformatik u. Digitale Transformation (B.Sc.)
- Wirtschaftsingenieurwesen und Digitalisierung (B.Eng.)
- Wirtschaftsrecht (LL.B.)

#### Berufsbegleitende Masterstudiengänge
Das Studienangebot bei den berufsbegleitenden Masterstudiengängen besteht aus:
- Angewandte Kunststofftechnik (M.Eng.)
- Elektrotechnik und Management (M.Eng.)
- Informatik und  IT-Management (M.Sc.)
- Maschinenbau und Management (M.Eng.)
- Öffentliches Recht und Management (MPA)
- Sportmanagement (MBA)
- Unternehmensführung (M.A.)
- Steuerrecht und Steuerlehre (LL.M.)

#### Berufsbegleitende Zertifikatsstudien
bezüglich der berufsbegleitenden Zertifikatsstudien gibt es folgende Angebote:
- Anwendungstechniker (FH) für Additive Verfahren
- Betriebswirt (FH) Controlling und Steuern
- Betriebswirt (FH) für Online-Marketing
- Bilanzbetriebswirt (FH)
- Finanzfachwirt (FH)
- Personalmanager (FH) Psychologie und Recht
- Produktionsmanager (FH) für Kunststofftechnik
- Projektmanager (FH) für Werkzeug- und Formenbau
- Regulierungsmanager (FH)
- Vertragsmanager (FH)
- Apothekenbetriebswirt (FH)
- Betriebswirt (FH) Digitaler Handel
- Betriebswirt (FH) für Unternehmensnachfolge
- Business Process Manager (FH)
- Gesundheitsökonom (FH)
- Pharmazieökonom (FH)
- Produktmanager (FH)
- Qualitätsmanager (FH) für Fertigungsprozesse
- Techniker (FH) für erneuerbare Energien
- Vertriebsmanager (FH)

#### Berufsbegleitende Lehrgänge
Des Weiteren werden noch folgende berufsbegleitenden Lehrgänge angeboten:
- bAV Advisor (Certified Corporate Pension Advisor)
- Fachberater bAV für Entgeltumwandlung und Belegschaftsversorgung

## Campus und Studentenleben

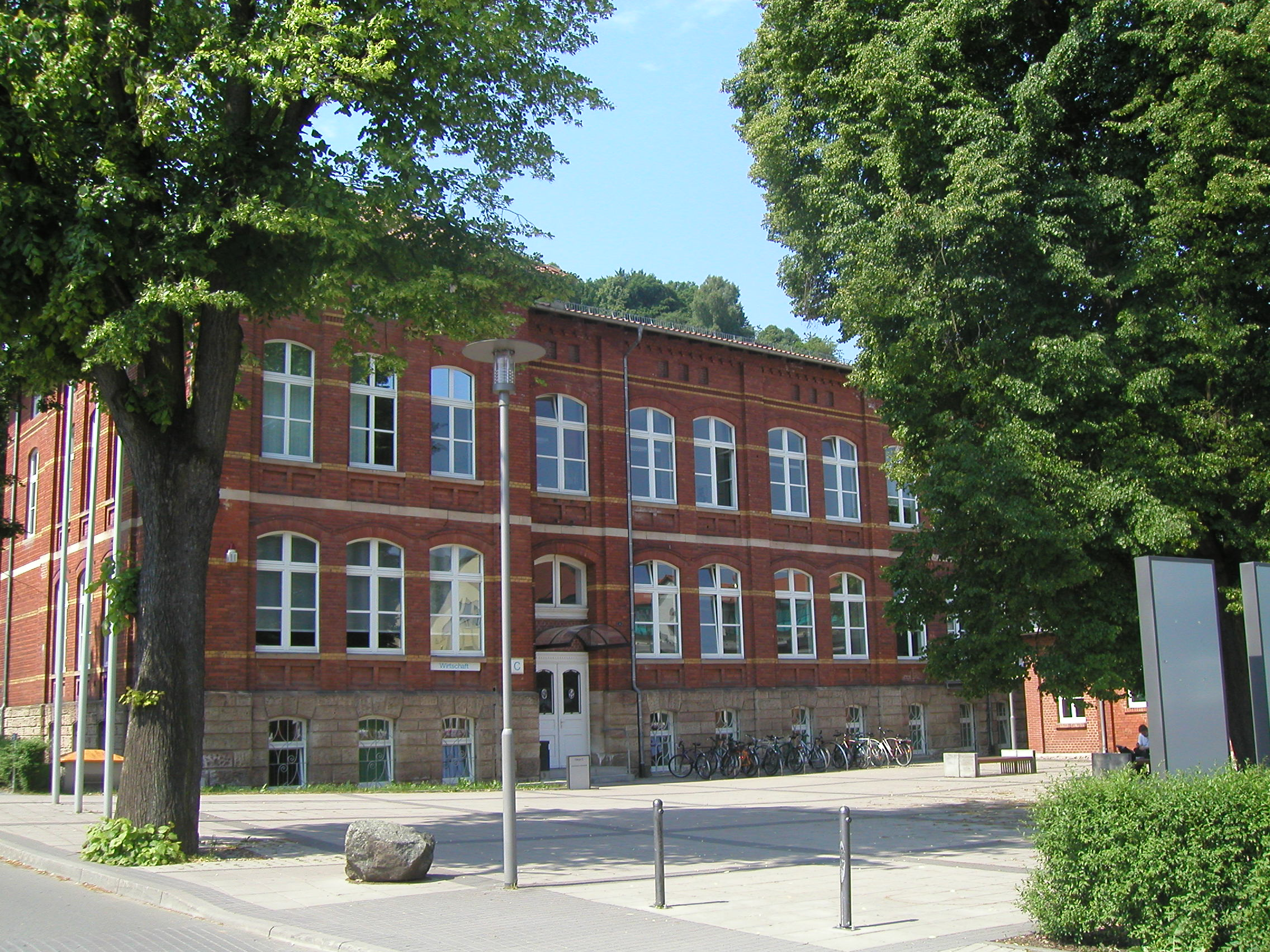
Gebäude C, Fakultät Wirtschaftswissenschaften
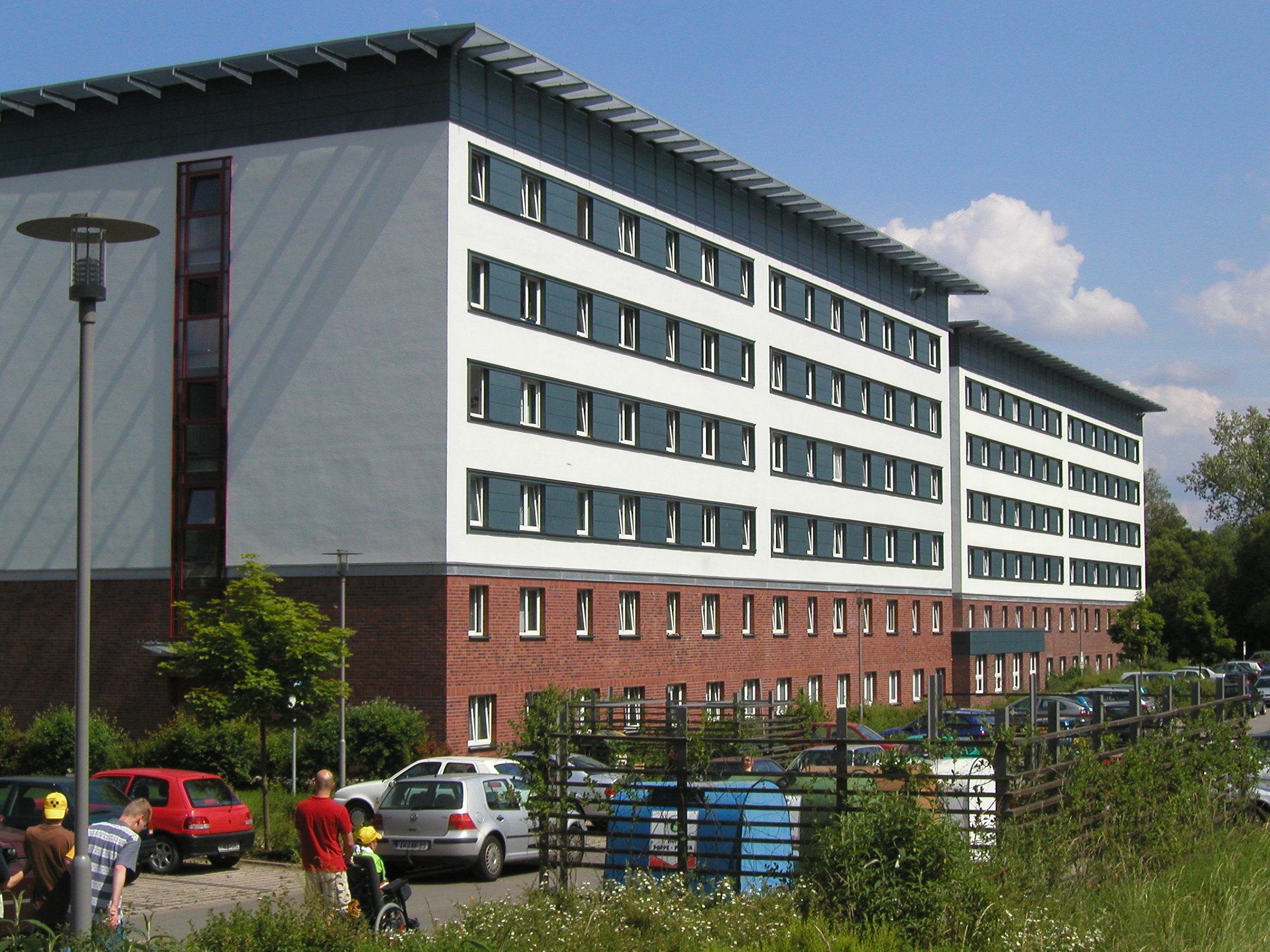
Gebäude S, Studentenwohnheim
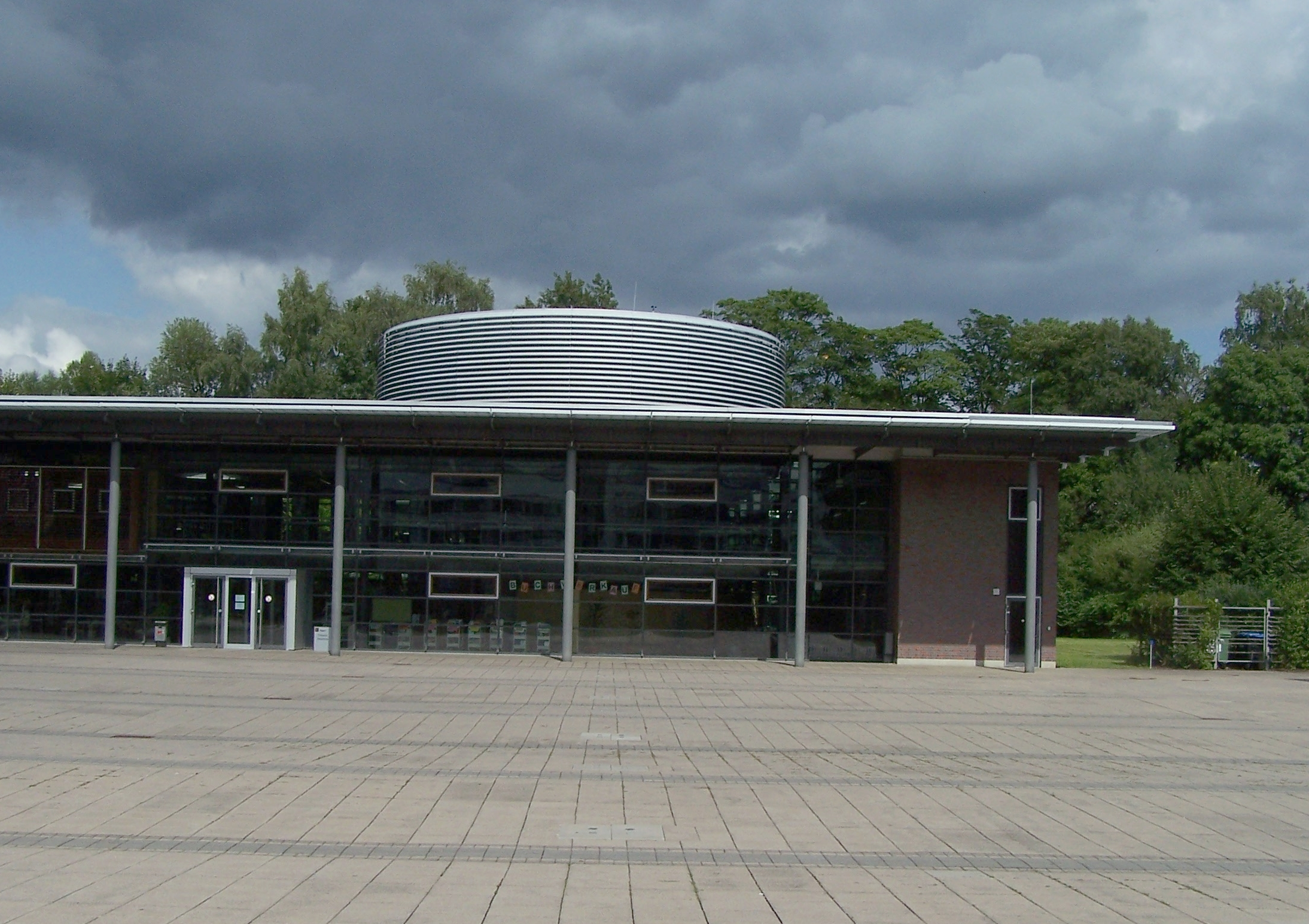
Gebäude Bibliothek
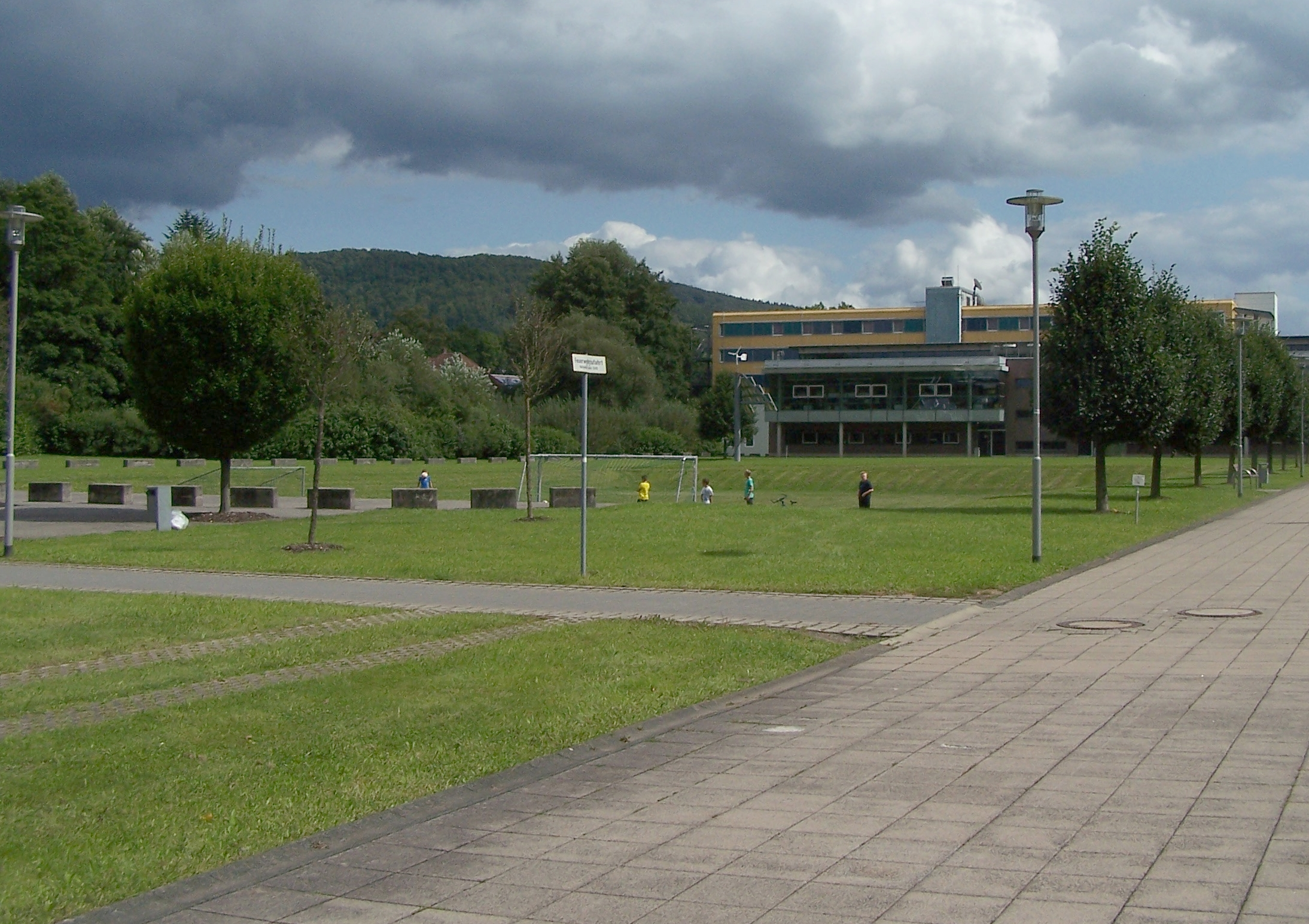
Campus mit Fußballplatz
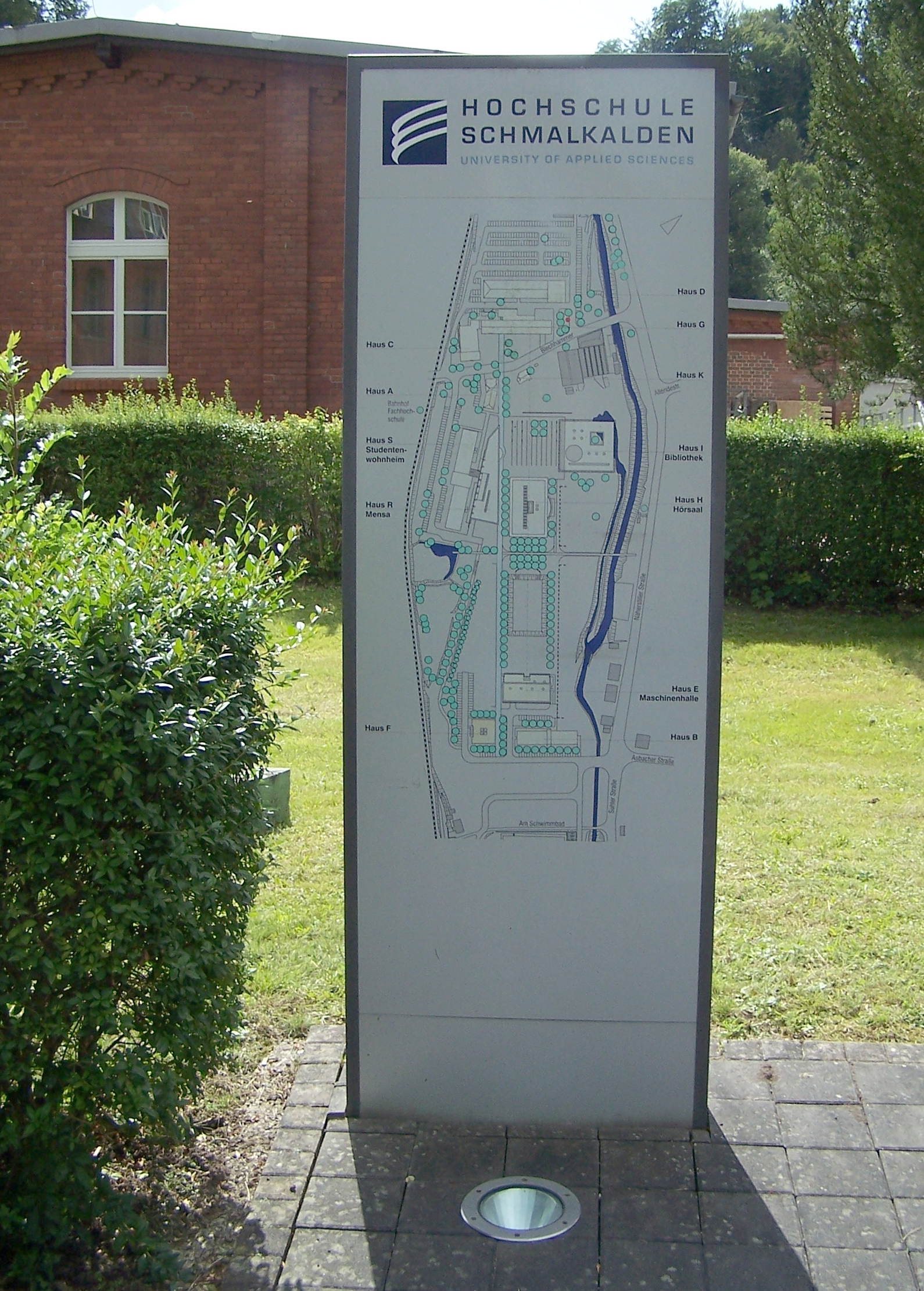
Campusplan
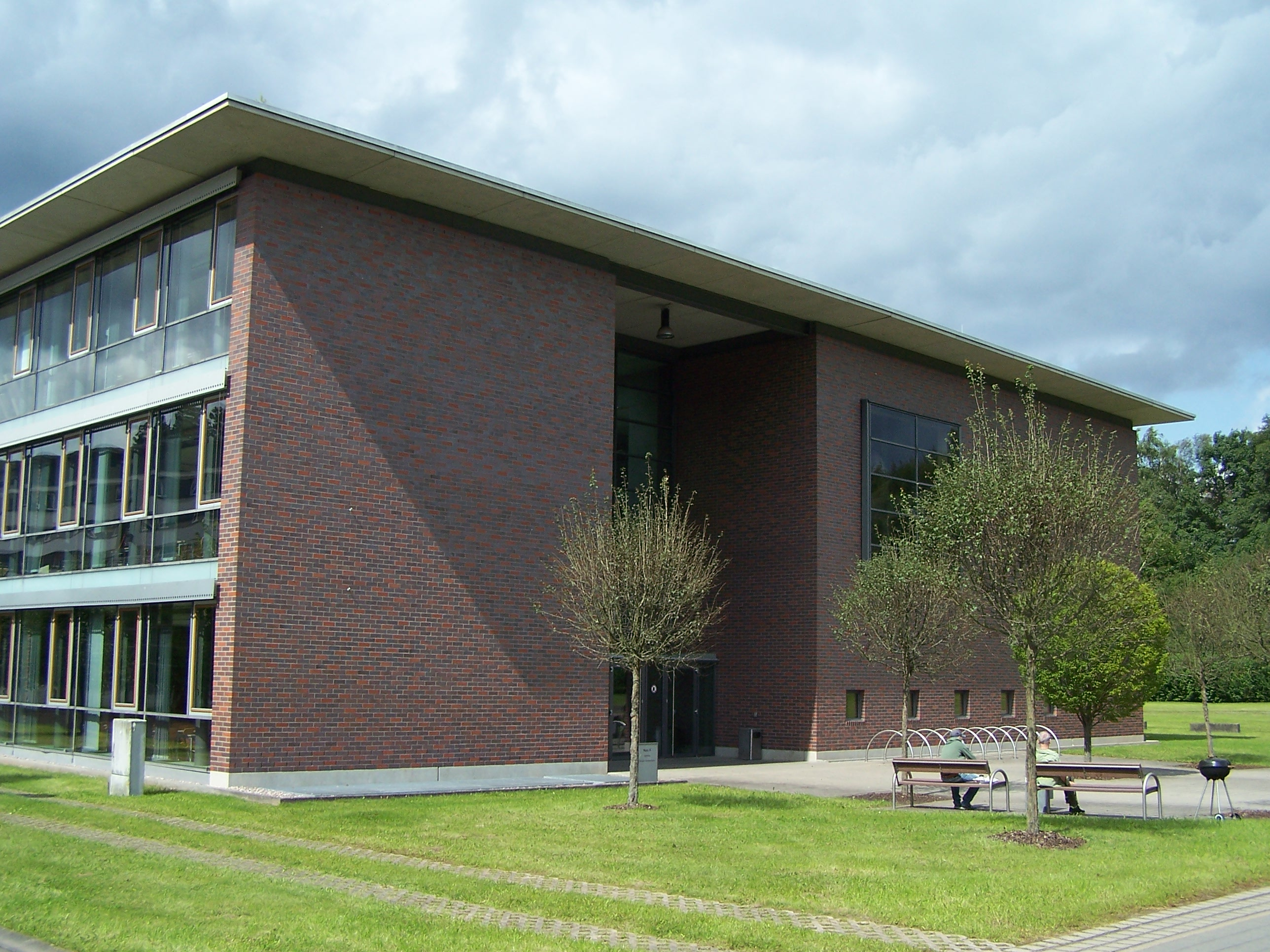
Gebäude H, Hörsaal
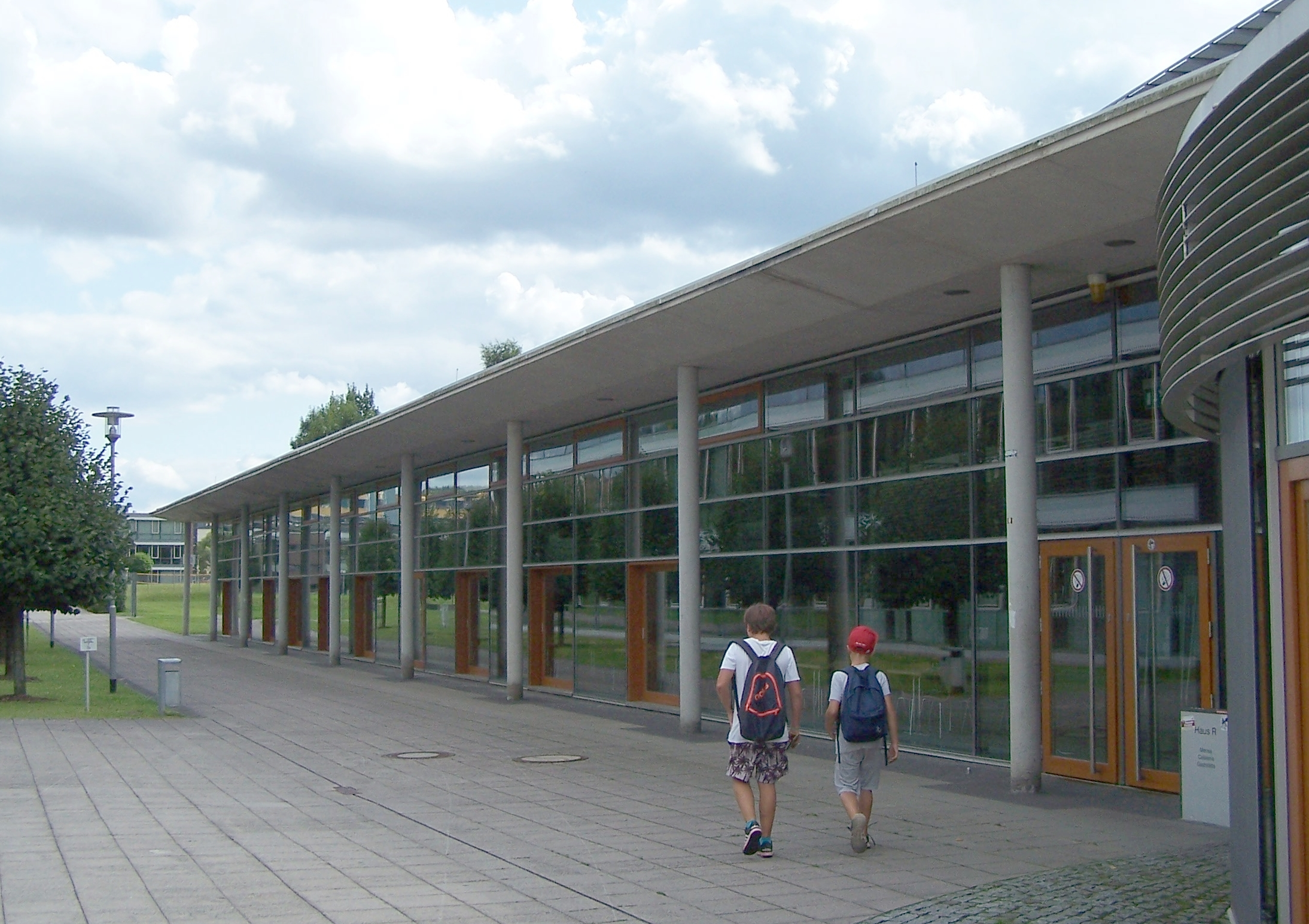
Mensagebäude
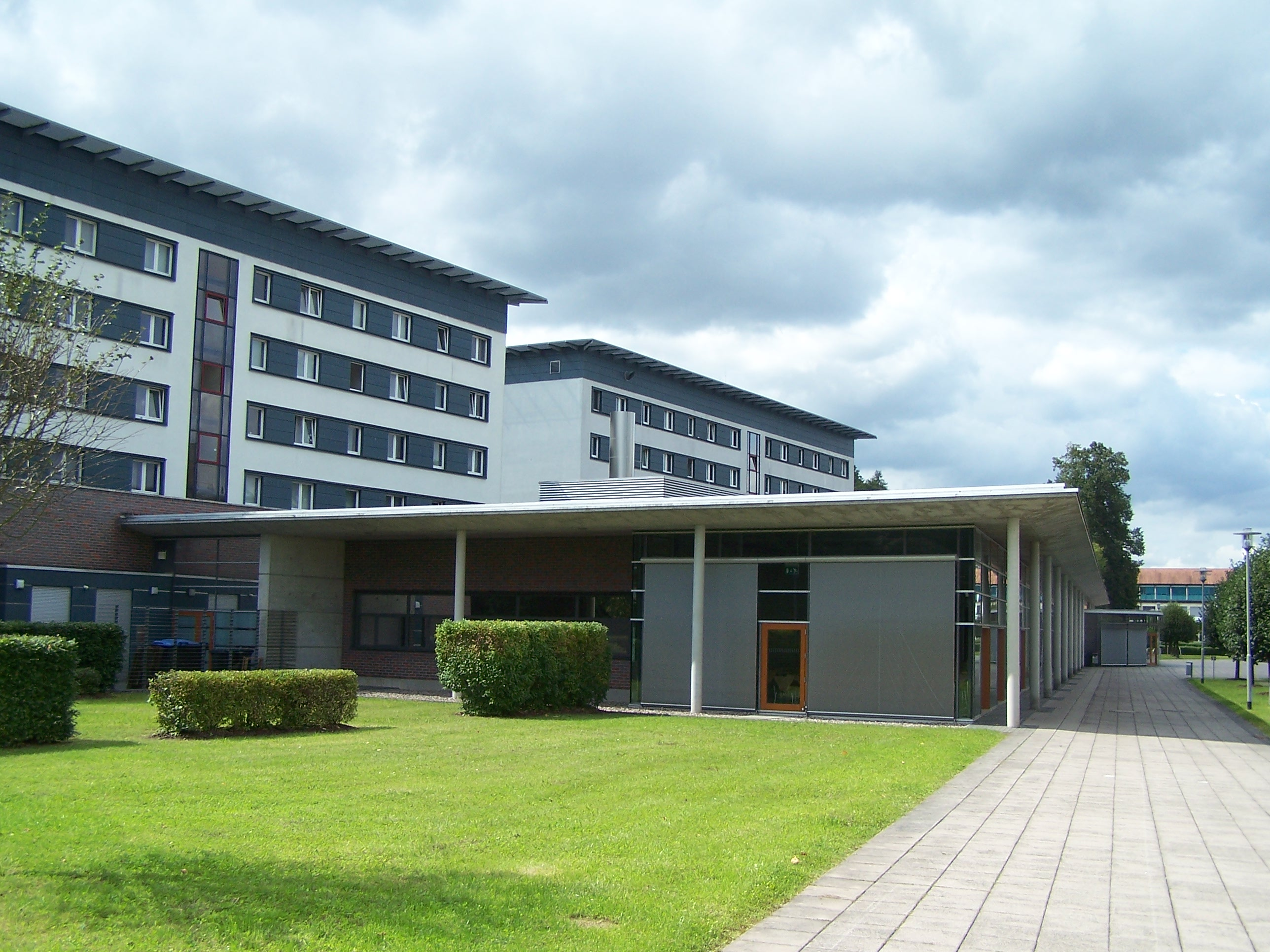
Mensa und Gebäude S, Studentenwohnheim

Der Campus ist im amerikanischen Stil gehalten, d. h. alle Einrichtungen liegen relativ nahe beieinander und sind nicht in der Stadt verteilt.
Auf dem Campus befinden sich verschiedene Lehr- und Forschungsräume, welche zum Großteil nach Fakultät geordnet sind und mit den Buchstaben A bis M zugeordnet werden.
Außer der Mensa befinden sich noch die Bibliothek, das Studierendenwerk, eine Turnhalle, drei Sportplätze (Beachvolleyball-, Basketball- und Fußballplatz), zwei Wohnheime und ein Studentenclub auf dem Campus.

## Hochschulmedien
Das Schmalkalder Hochschuljournal erscheint jeweils einmal während des Sommer- und Wintersemesters und informiert über aktuelle Entwicklungen, Forschungsergebnisse und das akademische Leben an der Hochschule. Es richtet sich sowohl intern an die Studierenden, Dozenten und Mitarbeiter der Hochschule als auch extern an Absolventen, Unternehmen und Vertreter aus der Presse oder Politik. Das Journal wird an der Hochschule verteilt und an den zentralen Punkten in der Cellarius-Bibliothek, in der Mensa, im Hörsaalgebäude und in den Fakultäten ausgelegt, es kann aber auch in digitaler Form heruntergeladen werden.

## Internationale Beziehungen
Die Hochschule Schmalkalden (HSM) verfügt über ein Netzwerk von rund 150 Partnerhochschulen weltweit. Schaltstelle aller internationalen Aktivitäten der HSM ist das International Office. Die Aufgaben des International Office umfassen:
- Informationen über Partnerhochschulen und Auslandssemester
- Informationen über Möglichkeiten studienbezogener Auslandsaufenthalte
- Information zur finanziellen Unterstützung von Auslandsaufenthalten
- Bereitstellung von Erfahrungsberichte über Auslandspraktika und Auslandsstudium
- Fakultätsübergreifende Durchführung von Informationsveranstaltungen zum Thema Auslandspraktika und -studium
- Zulassung ausländischer Studienbewerber
- Betreuung der ausländischen Studierenden und Gäste der Hochschule Schmalkalden
- Pflege zu den Partnern weltweit inkl. Konzeption internationaler Studiengänge bspw. bi- oder multilaterale Doppelabschlussprogramme.

An der Fakultät Wirtschaftswissenschaften findet seit 1997 am Ende jedes Sommersemesters die International Summer School Schmalkalden (ISSS) statt, an der Studierende, Dozierende und Professoren der Partneruniversitäten teilnehmen.
An der Fakultät Wirtschaftsrecht wurde im Jahr 2004 das Projekt Internationale Beziehungen (PIB) gegründet. Die Initiative für das Projekt ging von engagierten Studierenden aus. Das PIB unterstützt Studierende der HS Schmalkalden, insbesondere der Fakultät Wirtschaftsrecht, bei der Vorbereitung eines Auslandssemesters durch:
- Informationen über Partnerhochschulen und Auslandspraktika
- Bereitstellung von Modulbeschreibungen der Partnerhochschulen
- Information zu diversen Förderprogrammen des DAAD
- Erfahrungsberichte über Auslandspraktika und Auslandsstudium
- Informationen zu Auslandspraktika
- Fakultätsübergreifende Durchführung von Informationsveranstaltungen zum Thema Auslandspraktika und -studium

Das PIB möchte es Studierenden erleichtern, einen Auslandsaufenthalt zu realisieren und nicht nur die Fakultät Wirtschaftsrecht internationaler zu gestalten, sondern auch an der Internationalisierung der HS Schmalkalden mitzuwirken. Das Projekt für internationale Beziehungen unterhält Kooperationsbeziehungen zu DAAD, IEC und zur Initiative Kooperation international des Bundesministeriums für Bildung und Forschung.

## Karriere

### Career Service
Der Career Service der Hochschule Schmalkalden ist eine Schnittstelle zwischen Studium und Beruf. Er dient als erste Anlaufstelle für Unternehmen, die z. B. Praktikanten, Werkstudenten, neue Mitarbeiter oder Kooperationsmöglichkeiten suchen. Der Career Service bietet verschiedene Veranstaltungen um die Themen: Karriere, Bewerbung, Schlüsselqualifikation und „Netzwerken“ an. Zusätzlich befindet sich im Portfolio des Career Services über das Jahr verteilte Workshops für Studierende, Exkursionen, Kamingespräche und die Trainee Days.

### Karrieremesse
Die Karrieremesse der Hochschule Schmalkalden ist eine Kontaktbörse für akademische Berufsorientierung. Hierbei stellen sich Unternehmen aus Deutschland an zwei Tagen auf dem Campus vor, außerdem steht eine Fotografin für ein kostenloses Bewerbungsfotoshooting zur Verfügung.

## Veranstaltungen

### Schmalympics
Die größte Veranstaltung auf dem Campus im Jahr. 5 Tage lang können sich Studierende, Mitarbeiter und Professoren bei verschiedenen Sportaktivitäten messen und anschließend gemeinsam feiern. Die Sportarten, die angeboten werden, sind unter anderem Fußball, „Bierathlon“, Tischtennis, Volleyball, Badminton (Einzel/Doppel), Darts, Kicker, Schwimmen (Staffel/Einzel), 1000-m-Lauf, Basketball oder Triathlon.

### Hochschulinformationstag
Zum Hochschulinformationstag kann man die Hochschule, die Labore der einzelnen Fakultäten und den Campus kennen lernen. Darüber hinaus bietet sich die Möglichkeit mit Studierenden, Mitarbeitern und Professoren ins Gespräch zu kommen und sich ein Bild von den angebotenen Bachelor- und Masterstudiengängen und den zugehörigen Studieninhalten zu verschaffen.

### Schnupperstudium
Das Schnupperstudium gewährt einen Einblick in die Hochschule. Hier lernen Schüler die Hochschule und den Campus kennen. Die Fakultäten bieten jeweils unterschiedliche Programme, die zum Ausprobieren animieren und auf dem akademischen Weg weiterhelfen. Einzelne Veranstaltungspunkte wären z. B. der Besuch einiger Vorlesungen sowie Laborbesuche oder StudyTalk.